# University of Virginia
University of Virginia, eller UVA, är ett statligt universitet i Charlottesville i den amerikanska delstaten Virginia. Universitetet grundades år 1819 av Thomas Jefferson, som författade USA:s självständighetsförklaring och var USA:s tredje president. År 1987 blev det Nordamerikas enda universitet designerat av Unesco som ett världsarv. 
Kända personer som har studerat där inkluderar Edgar Allan Poe, Georgia O'Keeffe, Woodrow Wilson, Robert Kennedy och Ted Kennedy.
Universitetet har spelat en viktig roll inom amerikanskt utbildningsväsende, som första universitet med program i arkitektur, astronomi och filosofi. Sedan 1840-talet läser alla studenter på heder och samvete under ett s.k. hederssystem, där man lovar att inte ljuga, stjäla eller fuska. Det innebär i praktiken att salsskrivningar sker utan bevakning.
Läsåret 2007–2008 fanns det 13 353 studenter på universitetet och 6 490 doktorander. Antalet lärare var då 2 053. Universitetsbiblioteket innehåller 5 miljoner böcker.
Universitet tävlar med 27 universitetslag i olika idrotter via sin idrottsförening Virginia Cavaliers.